# Kaleen
Kaleen (alemany: Marie-Sophie Kreissl)  (Wels, 12 de novembre de 1994) també coneguda professionalment com a Kaleen, és una cantant, ballarina i coreògrafa austríaca. Va representar Àustria al Festival de la Cançó d'Eurovisió 2024 amb la cançó "We Will Rave".

## Primers anys
Kaleen es va criar a Ried im Traunkreis, a l'Alta Àustria. És neta de Hanneliese Kreißl-Wurth, compositora, lletrista i productora musical. Va rebre classes de ballet per primera vegada als dos anys. Amb set anys, va guanyar el seu primer títol de campionat austríac.

## Carrera

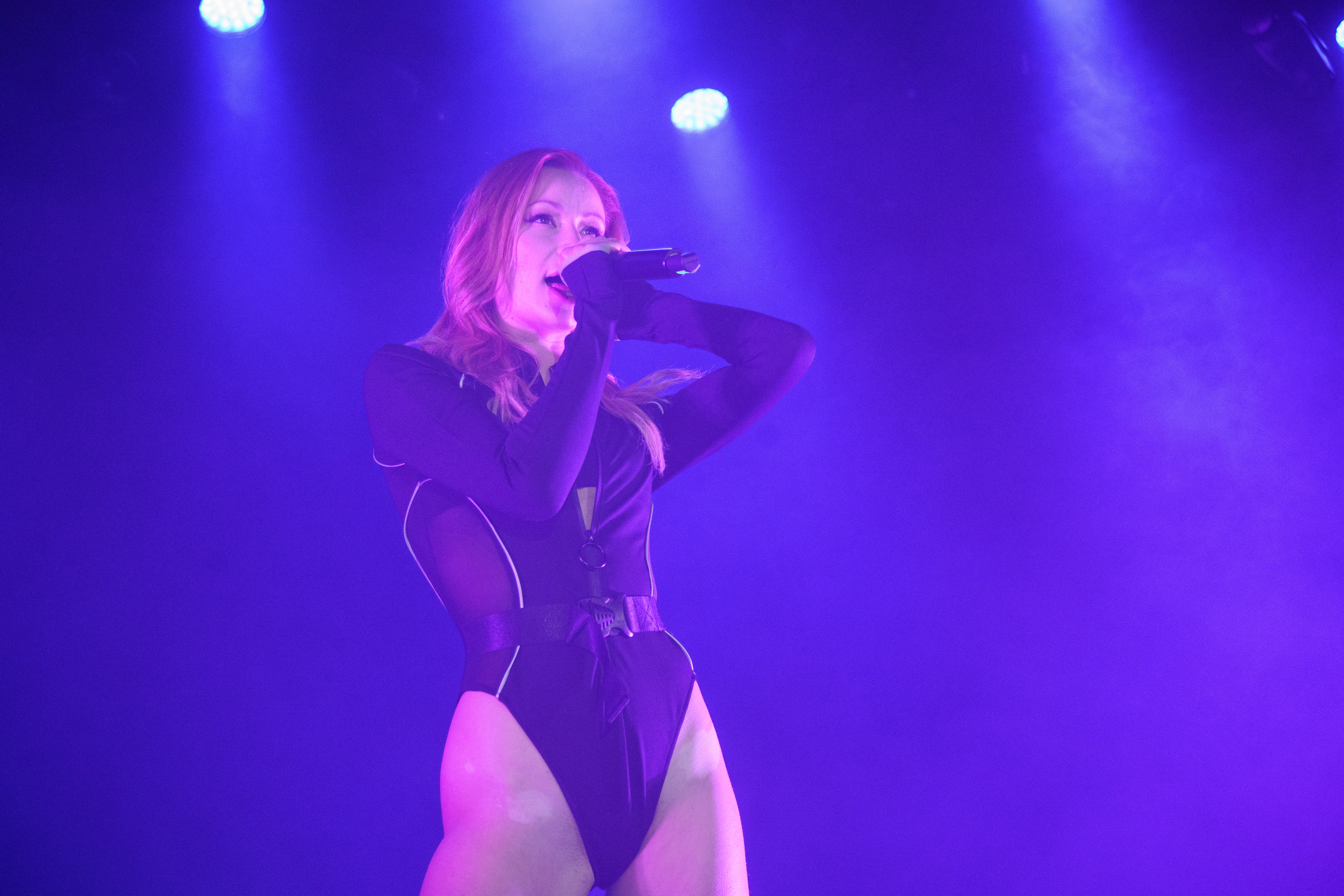
Kaleen actuant a Madrid durant la PrePartyES 2024.

Kaleen cita Dua Lipa, Little Mix, Ariana Grande, Beyoncé i Zara Larsson com les seves influències musicals.
El 2014 va participar en la versió alemanya del concurs de dansa Got to Dance i va arribar a la final juntament amb la seva parella de ball. Des del 2020 treballa com a coreògrafa i directora per a ORF, inclòs per al programa Starmania. El 2021, va fundar el seu propi segell discogràfic, Wifi Records. El seu primer àlbum, Stripping Feelings, es va publicar el setembre de 2023.
Des del 2018, també participa amb el Festival de la Cançó d'Eurovisió i el Festival de la Cançó d'Eurovisió Júnior en diferents càrrecs: com a cantant substituta dels assajos; com a ballarina i coreògrafa dels actes d'interval del 201; com a directora creativa per a Espanya i Bulgària al concurs júnior de 2021; com a directora creativa per Espanya i directora general d'escena el 2022; i va ajudar a crear les representacions escèniques d'Àustria, Armènia, Alemanya i Geòrgia al concurs de 2023.
El 16 de gener de 2024, es va anunciar que Kaleen havia estat seleccionada internament com a representant d'Àustria al Festival de la Cançó d'Eurovisió 2024, que se celebraria a Malmö. La cançó, titulada "We Will Rave", s'inscriu en el gènere dance-pop i s'inspira en el techno. Es va estrenar la cançó l'1 de març de 2024.